# الحراج (المحفد)

تعديل مصدري - تعديل

الحراج هي إحدى قرى عزلة المحفد بمديرية المحفد التابعة لمحافظة أبين، بلغ تعداد سكانها 81 نسمة حسب تعداد اليمن لعام 2004.